# The Facts of Life

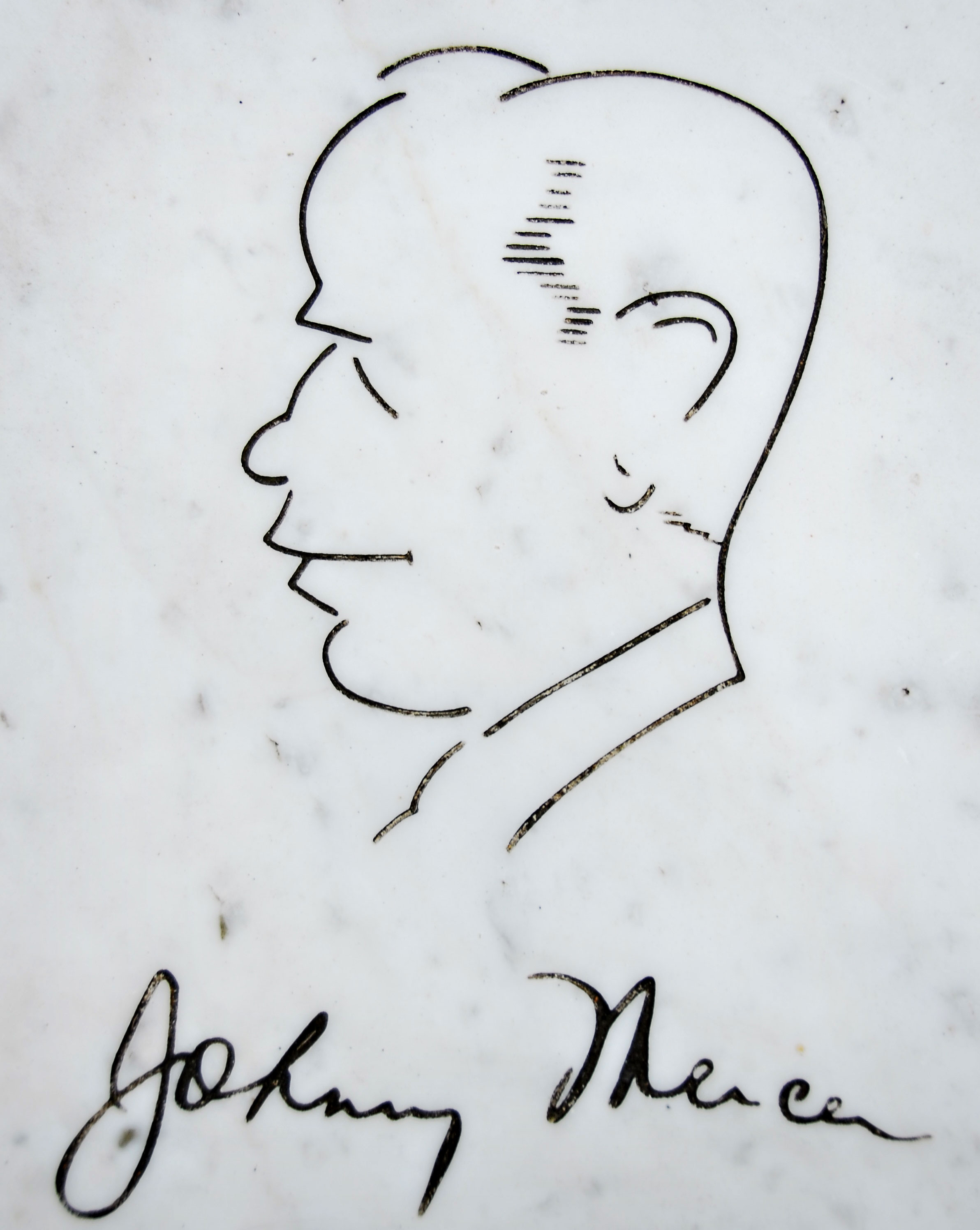
Selbstporträt von Johnny Mercer, von dem das Lied stammt

The Facts of Life (sinngemäß Die Fakten des Lebens) ist ein Lied aus dem Soundtrack der Liebeskomödie So eine Affäre (Originaltitel The Facts of Life) aus dem Jahr 1960. Komponiert und getextet wurde der Song von Johnny Mercer. Gesungen wird er im Film von Steve Lawrence und Eydie Gormé. Es spielt das Studioorchester unter der Leitung von Leigh Harline. Das Ehepaar trat unter dem Namen Steve & Eydie auf. Sie sangen zwar das Titellied des im englischsprachigen Raum gleichnamigen Kinofilms, spielten dort aber nicht mit. Das Lied wird im Vorspann des Films vollständig gesungen und erklingt im Laufe des Films immer mal wieder. 

## Oscarverleihung 1961
1961 war Johnny Mercer mit dem Lied The Facts of Life in der Kategorie „Bester Song“ für einen Oscar nominiert. Es war seine 12. Oscarnominierung. Die Auszeichnung ging jedoch an Manos Hadjidakis und das Lied Ta pedia tou Pirea (englischer Titel Never on Sunday) aus der Filmkomödie Sonntags… nie!, wo es von Melina Mercouri gesungen wurde.

## Inhalt des Songs
Wie die Vögel und Bienen und auch die Bäume haben auch wir unsere Gewohnheiten. So wie die Gänsebläumchen sich zur Sonne ausrichten, sage ich zu Dir, mein Schatz, tu es ihnen gleich, denn das sind die Gegebenheiten des Lebens.